# Rzeczyca (Tuczno)
Rzeczyca (deutsch Knakendorf, früher Knakendorff und Knackendorf) ist ein Dorf in der polnischen Woiwodschaft Westpommern. Er ist der  Landgemeinde (gmina miejsko-wiejska) Tuczno (Tütz) im Powiat Wałecki (Deutsch Kroner Kreis) zugeordnet.

## Geographische Lage
Das Dorf liegt etwa 23 Kilometer westsüdwestlich von Wałcz (Deutsch Krone), sieben Kilometer nordnordwestlich von Tuczno (Tütz) und 2 ½ Kilometer nordwestlich von Jeziorki (Schulzendorf).

## Geschichte

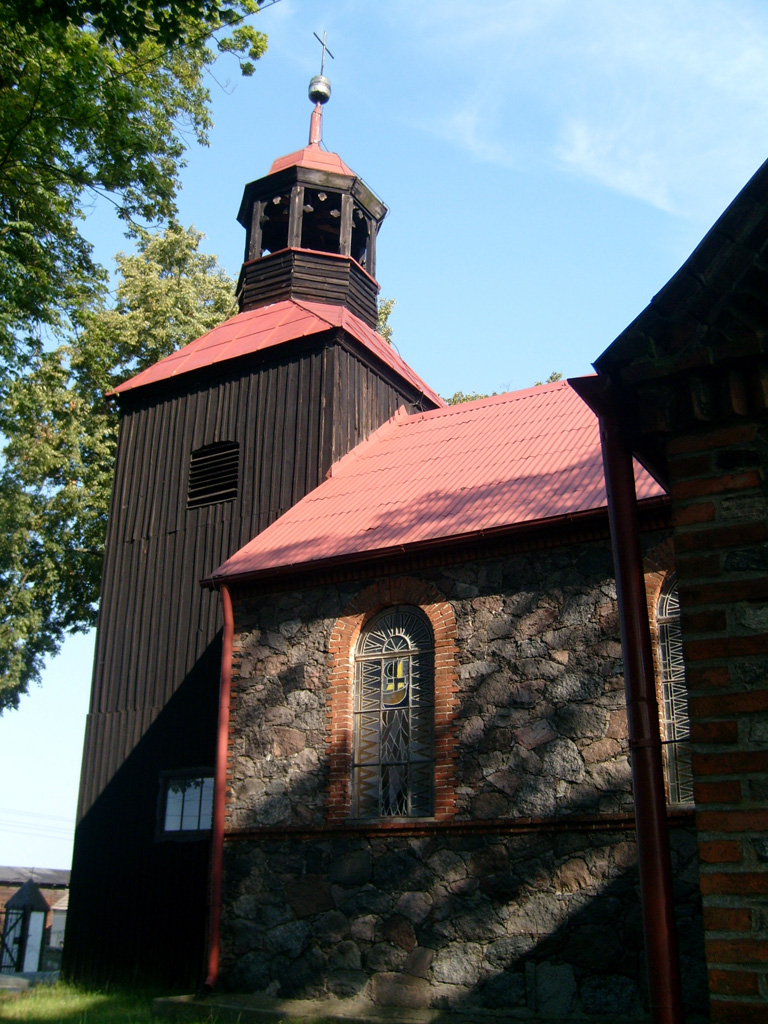
Dorfkirche, bis 1945 Gotteshaus der katholischen Gemeinde Knakendorf

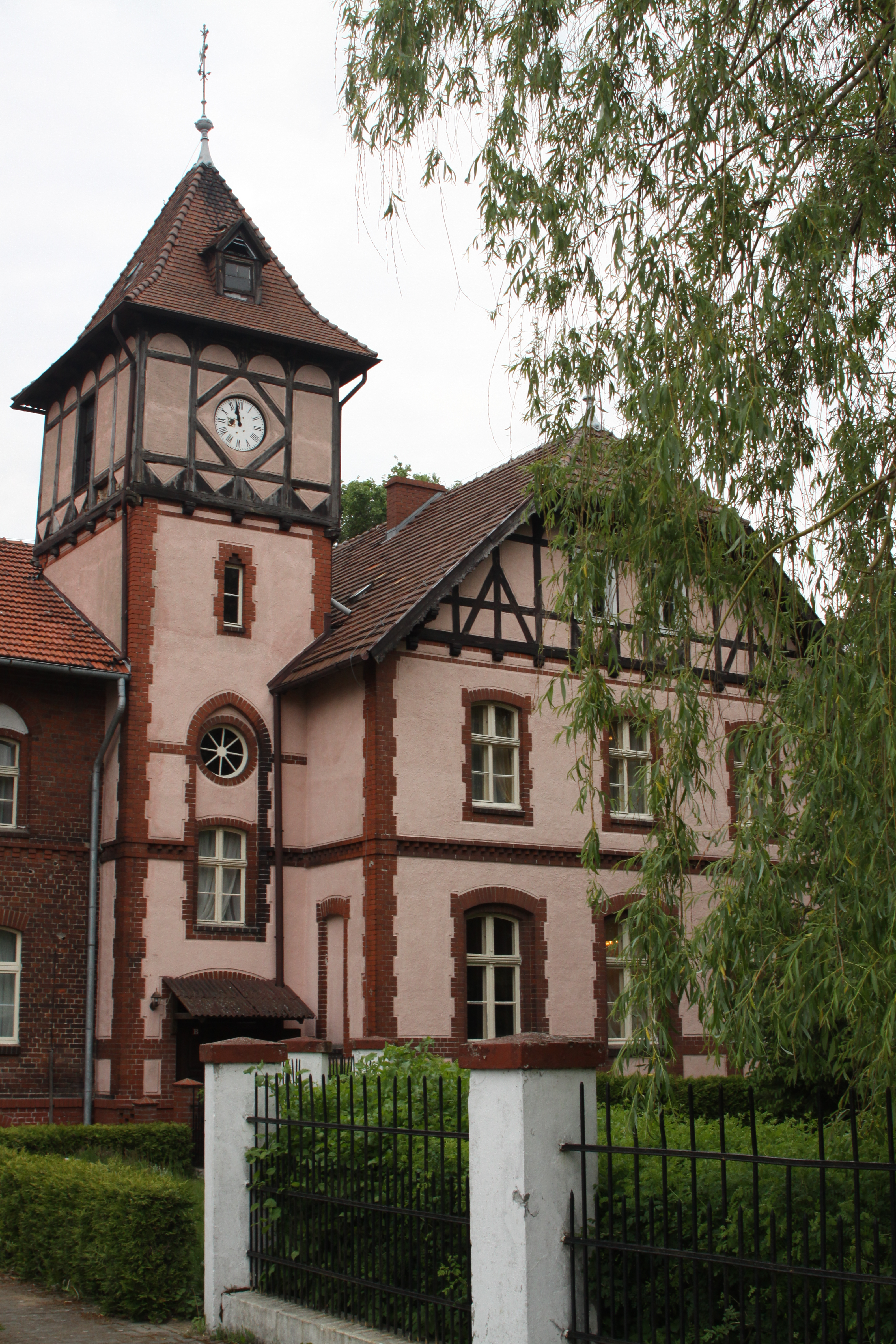
Gutshaus des ehemaligen Guts Schulenberg (Mai 2012)

Im Jahr 1337 hieß der Ort Knokendorp, im 17. Jahrhundert Knakendorp.
Knakendorf gehörte zu einer adligen Herrschaft und war im 18. Jahrhundert ein westpreußisches Gut, das im Rahmen der  ersten polnische Teilung 1772 mit Preußen wiedervereinigt wurde. Um das Jahr 1789 befand sich das Gutsdorf, in dem es eine katholische Kirche gab, im Besitz des Starosten Leo Moszczeński, der auch Grundherr der Stadt Tütz und weiterer fünf Dörfer war, unter denen sich Marthe (Martew), Mehlgast (Miłogoszcz)  und Schulzendorf (Jeziorki)  befanden.  Am Anfang des 19. Jahrhunderts wurde der Wert des Guts Knakendorf auf ungefähr hunderttausend Reichstaler geschätzt.
Die Gemeinde Knakendorf hatte um 1930 eine 19,1 km² große Gemarkungsfläche, und auf dem Gemeindegebiet befanden sich vier Wohnplätze, auf denen insgesamt 103 bewohnte Wohnhäuser standen:
- Gut Schulenberg
- Knakendorf
- Schwanenfeld
- Siedlung Marienthal

Der Ort gehörte 1945 zum Landkreis Deutsch Krone im Deutschen Reich. Nach dem Ersten Weltkrieg wurde das Kreisgebiet bis 1939 der Provinz Grenzmark Posen-Westpreußen zugeordnet, danach der Provinz Pommern. Knakendorf gehörte zum Amtsbezirk Schulzendorf.
Im Februar 1945 wurde Knakendorf von der Roten Armee besetzt. Nach Beendigung der Kampfhandlungen wurde die Region seitens der sowjetischen Besatzungsmacht zusammen mit ganz Hinterpommern und der südlichen Hälfte Ostpreußens – militärische Sperrgebiete ausgenommen – der Volksrepublik Polen zur Verwaltung überlassen. Es wanderten nun Polen zu. Knakendorf wurde unter der polnischen Ortsbezeichnung „Rzeczyca“ verwaltet. Die einheimische Bevölkerung wurde von der polnischen Administration aus Knakendorf vertrieben.

### Demographie
| Jahr | Einwohner | Anmerkungen |
| ---- | --------- | --- |
| 1783 | –         | adliges Dorf und Vorwerk nebst einer katholischen Kirche, 29 Feuerstellen (Haushaltungen), im Netzedistrikt, Kreis Krone                                                        |
| 1818 | 195       | adliges Dorf |
| 1864 | 495       | davon 418 in Knakendorf (14 Evangelische, 404 Katholiken) und 77 auf Gut Schulenberg (24 Evangelische, 53 Katholiken)                                                           |
| 1910 | 668       | am 1. Dezember, 533 in Knakendorf (zwölf Evangelische, 521 Katholiken; zwei Personen mit polnischer Muttersprache) und 135 auf Gut Schulenberg (41 Evangelische, 94 Katholiken) |
| 1925 | 714       | darunter 157 Evangelische und 552 Katholiken |
| 1933 | 605       | [ 8 ] |
| 1939 | 537       | [ 8 ] |

## Kirche
Die Protestanten der bis 1945 anwesenden Dorfbevölkerung gehörten zum evangelischen Kirchspiel Tütz.